# Coelops
Coelops är ett släkte av däggdjur som ingår i familjen rundbladnäsor.

## Beskrivning
Arterna når en kroppslängd (huvud och bål) av 2,8 till 5 cm och svansen är bara en liten stubbe eller saknas helt. Underarmarna är 3,3 till 4,7 cm långa. Coelops robinsoni når en vikt av 6 till 7 gram och Coelops frithi är med 7 till 9 gram lite tyngre. På ryggen har pälsen en brun- till svartaktig färg och framsidan är brun eller grå. Liksom hos andra rundbladnäsor finns hudflikar vid näsan som påminner om blad. Arternas korta öron är avrundade.
Dessa fladdermöss förekommer i södra och sydöstra Asien från östra Indien, södra Kina och Taiwan till Filippinerna och Java. Habitatet utgörs av olika slags skogar som bland annat mangrove.
Individerna vilar i grottor eller i trädens håligheter. Av Coelops frithi observerades flockar med cirka 15 individer vid viloplatsen. Upptäckta honor hade en unge per kull.

## Taxonomi
Kladogram enligt Catalogue of Life:
| Coelops | \| \| Coelops frithi \| \| \| \| \| \| Coelops hirsutus \| \| \| \| \| \| Coelops robinsoni \| \| \| \| |
|         | \| \| Coelops frithi \| \| \| \| \| \| Coelops hirsutus \| \| \| \| \| \| Coelops robinsoni \| \| \| \| |
|         | Anthops                                                                                                 |
|         | |
|         | Asellia                                                                                                 |
|         | |
|         | Aselliscus                                                                                              |
|         | |
|         | Cloeotis                                                                                                |
|         | |
|         | Hipposideros                                                                                            |
|         | |
|         | Paracoelops                                                                                             |
|         | |
|         | hästskonäsor                                                                                            |
|         | |
|         | Rhinonicteris                                                                                           |
|         | |
|         | Triaenops                                                                                               |
|         | |
|         | Coelops frithi                                                                                          |
|         | |
|         | Coelops hirsutus                                                                                        |
|         | |
|         | Coelops robinsoni                                                                                       |
|         | |

|  | Coelops frithi    |
|  |                   |
|  | Coelops hirsutus  |
|  |                   |
|  | Coelops robinsoni |
|  |                   |

För Coelops hirsutus är taxonomin omstridd. Den listas av IUCN och Catalogue of Life som god art. Wilson & Reeder (2005) klassificerar den som underart till Coelops robinsoni.